# Тиосульфат аммония
Тиосульфа́т аммо́ния (гипосульфит аммония, аммоний серноватистокислый) — неорганическое соединение, соль аммония и тиосерной кислоты с формулой (NH4)2SO3S, бесцветные кристаллы, растворимые в воде. Применяется в фотографии как основной компонент быстрых фиксажей.

## Получение
- Медленная реакция суспензии серы с раствором гидрата аммония:

{\displaystyle {\mathsf {4(NH_{3}\cdot H_{2}O)+4S\ {\xrightarrow {}}\ (NH_{4})_{2}SO_{3}S+2NH_{4}HS+H_{2}O}}}
- Медленное окисление на воздухе гидросульфида аммония:

{\displaystyle {\mathsf {NH_{4}HS\ {\xrightarrow[{-NH_{3}}]{O_{2}}}\ S,(NH_{4})_{2}S_{n},(NH_{4})_{2}SO_{3}S}}}
- Слияние горячих растворов гидросульфида аммония и гидросульфита аммония:

{\displaystyle {\mathsf {2NH_{4}HS+4NH_{4}HSO_{3}\ {\xrightarrow {80^{o}C}}\ 3(NH_{4})_{2}SO_{3}S+3H_{2}O}}}

## Физические свойства
Тиосульфат аммония образует бесцветные кристаллы с запахом аммиака, хорошо растворимые в воде, слабо растворимые в ацетоне, не растворяются в этаноле.

## Химические свойства
- Разлагается при нагревании с образованием смеси продуктов:

{\displaystyle {\mathsf {(NH_{4})_{2}SO_{3}S\ {\xrightarrow {150^{o}C}}\ (NH_{4})_{2}SO_{4},NH_{3},H_{2}S}}}
- Медленно разлагается в разбавленных растворах:

{\displaystyle {\mathsf {(NH_{4})_{2}SO_{3}S\ {\xrightarrow {\tau }}\ (NH_{4})_{2}SO_{3}+S\downarrow }}}
- Разлагается концентрированными кислотами:

{\displaystyle {\mathsf {(NH_{4})_{2}SO_{3}S+2HCl\ {\xrightarrow {}}\ 2NH_{4}Cl+SO_{2}\uparrow +S\downarrow +H_{2}O}}}
- и горячими разбавленными кислотами:

{\displaystyle {\mathsf {(NH_{4})_{2}SO_{3}S+2HCl+H_{2}O\ {\xrightarrow {100^{o}C}}\ 2NH_{4}Cl+H_{2}SO_{4}+H_{2}S\uparrow }}}
- Реагирует с галогенами:

{\displaystyle {\mathsf {(NH_{4})_{2}SO_{3}S+4Cl_{2}+5H_{2}O\ {\xrightarrow {}}\ 2NH_{4}Cl+2H_{2}SO_{4}+8HCl}}}
Как и тиосульфат натрия, реагирует с галогенидами серебра, образуя растворимые комплексы, что позволяет осуществлять процесс фиксирования при обработке фотографических материалов. В отличие от тиосульфата натрия, который позволяет достигать концентрации 6 г. серебра на литр раствора, тиосульфат аммония позволяет почти удвоить это количество, снижая тем самым расход реактивов. Процесс фиксирования также происходит значительно быстрее (на 50 % для некоторых эмульсий), чем для фиксажей с тиосульфатом натрия.
Однако слишком длительная обработка в фиксажах приводит к растворению металлического серебра в областях низкой плотности и потере деталей на изображении. Эффект особенно сильно выражен на мелкозернистых эмульсиях и быстрых фиксажах на тиосульфате аммония (из-за их большей активности), что требует точного соблюдения температурно-временно́го регламента процесса обработки. Также, для уменьшения этого эффекта, быстрые фиксажи применяются в различных степенях разбавления для плёнок и для фотобумаг; при этом для фотобумаг, имеющих более мелкозернистую эмульсию, требуется применять примерно в два раза более сильное разбавление.

## Применение
Используется как компонент фиксирующих растворов в фотографии вместо тиосульфата натрия для ускорения процесса фиксирования. Так как имеет плохую сохранность в кристаллической форме, то часто непосредственно перед применением для этой цели его готовят в растворе, смешивая тиосульфат натрия с хлоридом аммония.